# ドラッカー学会
ドラッカー学会（ドラッカーがっかい）は、日本の経営学に関する学術団体。ピーター・ドラッカーの思想全般と経営理論に関して、学界、ジャーナリズムおよび産業界等の連絡と協力に基づいて学術的、実務的交流を推進し、その深化、継続、啓蒙、発展をはかることを目的とする。

## 概要
ドラッカー本人から設立の承認を受けた世界でも数少ない団体の一つである。上田惇生（元経団連、ものつくり大学名誉教授）、藤島秀記（元ダイヤモンド社編集者、元淑徳大学客員教授）、井坂康志（ものつくり大学教授）により2005年11月9日に設立された。現在佐藤等（佐藤等公認会計士事務所所長）、井坂康志の共同代表。顧問に野中郁次郎（理事、一橋大学名誉教授）、坂本和一（立命館大学名誉教授）フェローに寺島実郎、西條剛央、青野慶久などがいる。

## 活動
・年に一度、研究年報『文明とマネジメント』を発刊。
・年に二回（春と秋）大会を開催。
・研究会活動。
事務局を埼玉県行田市前谷333ものつくり大学内に設置。